# سباستین لارو
 سباستین لارو (انگلیسی: Sébastien Lareau؛ زاده ۲۷ آوریل ۱۹۷۳) یک تنیس‌باز اهل کانادا است.